# گهواره (فیلم)
گهواره (لهستانی: Gniazdo) یک فیلم تاریخی زندگی‌نامه‌ای به کارگردانی یان ریبکوفسکی است که در سال ۱۹۷۴ میلادی منتشر شد.
فیلم‌نامهٔ این فیلم توسط الکساندر شیبور-ریلسکی نگاشته شده و دربارهٔ میشکو اول است که مابین سال‌های ۹۶۲ تا ۹۹۲ میلادی، دوک لهستان بود.

## بازیگران
- وویچیخ پشونیاک در نقش میشکو اول
- فرانچیشک پیچکا در نقش مروکوتا
- بولسواف پوتنیکی در نقش شیمومیسو
- چسواف وویکو در نقش اتوی یکم
- واندا نویمان در نقش دوبراوْکای بوهم
- یان پیه‌خوچینسکی
- آندژی شالافسکی
- تادئوش بیائوشچینسکی
- یانوش بیلچینسکی
- مارک بارگیه‌ئوفسکی